# Oxalis hirsuta
Oxalis hirsuta är en harsyreväxtart som beskrevs av Otto Wilhelm Sonder. Oxalis hirsuta ingår i släktet oxalisar, och familjen harsyreväxter. Inga underarter finns listade i Catalogue of Life.